# Габуловы
Габуловы (или Габулзаде) (азерб. Qabulovlar, Qəbulzadələr) — азербайджанский дворянский род из Гаха.

## Возникновение рода
Габуловы — ширванский знатный род, служивших при дворе ширванского (шемахинского) хана. Во дворце они заведовали вопросами аудиенций у хана. Согласно источникам, в определенный момент представители рода переселились в город Гах.

## Известные представители рода
- Абдулла Габулзаде (1853—1943) — депутат Парламента Азербайджанской Демократической Республики, судья Гахского района Закатальского округа, член партии «Ахрар».
- Баба-бек Габулзаде (1893—1938) — депутат Парламента Азербайджанской Демократической Республики.
- Ислам-бек Габулзаде (1879—1920) — педагог, один из передовых просветителей и общественно-политических деятелей Азербайджана.
- Гамзат-бек Габулов (1884—1912) — публицист, работал заведующим "мусульманским отделом" газеты "Закавказье" в Тбилиси.
- Мустафа-бек Габулов (1840—1920) — начальник Джаванширского уезда, затем полицмейстер Баку.